# زیمونسبرگ (آلمان)
زیمونسبرگ (به آلمانی: Simonsberg) یک شهر در آلمان است که در نوردفرایسلند واقع شده‌است. زیمونسبرگ ۸۶۵ نفر جمعیت دارد.